# Alfredo Machado
Alfredo Carlos Botelho Machado (ur. 3 czerwca 1953 w Rio de Janeiro, zm. 25 września 2012 tamże) – brazylijski pływak specjalizujący się głównie w stylu dowolnym, reprezentant Brazylii podczas 20. Letnich Igrzysk Olimpijskich w Monachium w Republice Federalnej Niemiec w 1972 roku.

## Życiorys
Alfredo Machado urodził się 3 czerwca 1953 roku w Rio de Janeiro w Brazylii. Swoją karierę sportową jako pływak rozpoczął w klubie Fluminense, a później przeprowadził się do innego klubu Flamengo. Po raz pierwszy wystąpił na 6. Igrzyskach Panamerykańskich w Cali w Kolumbii w wieku 18 lat, zdobywając brązowy medal w sztafecie 4 × 200 metrów stylem dowolnym i tym samym pobijając rekord Ameryki Południowej. Oprócz zdobycia brązowego medalu wystartował również w innych konkurencjach, zajmując piąte miejsce na 400 metrów stylem dowolnym, piąte na 400 metrów stylem zmiennym (pobijając brazylijski rekord z czasem 4:54.7 sek.), siódme na 200 metrów oraz ósme na 1500 metrów stylem dowolnym.
Rok później po występie na Igrzyskach Panamerykańskich w Cali Machado pojawił się na 20. Letnich Igrzysk Olimpijskich w Monachium w RFN, startując w konkurencjach na 200 metrów, 400 metrów, 1500 metrów oraz w sztafecie 4 × 200 metrów stylem dowolnym, ale nie dostał się do finałów.
Rok później w sierpniu 1973 roku Machado wystąpił na Letniej Uniwersjadzie w Moskwie w Związek Socjalistycznych Republik Radzieckich, zdobywając brązowy medal w sztafecie 4 × 200 metrów stylem dowolnym razem z Josém Namorado, Jamesem Huxleyem Adamsem i Josém Aranhą.
Machado zmarł 25 września 2012 roku w swojej rodzinnej miejscowości w wieku 59 lat.